# بالتیک ورکبوتس
بالتیک ورکبوتس (انگلیسی: Baltic Workboats) شرکت کشتی‌سازی استونیایی است، که در سال ۱۹۶۷ تأسیس شد.